# René-François Detry
Pour les articles homonymes, voir Detry.
 (février 2016).
René-François Detry, né à Vilvorde le 21 janvier 1881 et mort à Watermael-Boitsfort le 5 août 1945 est le président-fondateur de la Loterie coloniale en 1934.

## Biographie

### Enfance
Issu par son père d'une famille namuroise autrefois de Try, et néerlandais d'origine par sa mère née van Mal, René-François Detry revendique cette dualité d'ascendances qui lui permet de maîtriser parfaitement les deux langues nationales ; il lit par ailleurs couramment l'allemand et l'anglais. Fils d’un officier supérieur, Léon-Octave Detry, qui termine sa carrière à Liège comme Colonel commandant le 12e régiment de Ligne, René-François Detry connaît la vie nomade d’un fils de militaire : Vilvorde, Bruges, Contich, Ostende et Liège abritent la famille. 
Après ses études secondaires accomplies à Liège, il songe à l'École militaire où il souhaite accomplir une carrière qu’une santé parfois capricieuse ne lui permet pas de réaliser. Il s'inscrit dès lors en 1901 à la Faculté de droit de l'Université de Gand qui est déjà une des premières universités du pays, placée de 1903 à 1906 sous le rectorat de Paul Thomas, philologue et professeur à Gand et à Bruxelles et qui vient de former des jeunes dont les noms s'inscrivent plus tard dans l'Histoire : Henri Pirenne, Franz Cumont, Louis de La Vallée-Poussin, Joseph Bidez et bien d'autres encore. Il y assume rapidement diverses charges telles que secrétaire de l' Almanach, correspondant du Journal des étudiants, président du Cercle littéraire où il réalise une conférence sur L'industrie dans la Grèce ancienne ou encore secrétaire de la Société Générale des Étudiants Libéraux dont il est un membre effectif. 
René-François Detry termine ses études en 1907, et son diplôme de docteur en droit en main, il entre à l'Administration centrale de l'État indépendant du Congo à titre temporaire. Ne pouvant, pour cause d'éloignement, demeurer à Ostende où résident ses parents, il s'installe alors au no 46 de la rue du Mont Blanc à Saint-Gilles.

### Vie privée et débuts professionnels
Pendant plus de vingt ans, René-François Detry espérera pouvoir épouser, ce qui arrivera finalement à la suite d'un divorce, une jeune femme qui n’est alors pas libre : Hélène van Dooren, qui, après avoir effectué ses études secondaires à Gand, a, cas particulièrement rare pour une jeune fille du monde à cette époque, suivi des cours de chimie en élève libre à l'Université de Bruxelles ; devenue assistante bénévole du professeur Georges Cosyns, elle l’a ensuite épousé et lui a donné un fils, Max Cosyns, savant de réputation internationale adjoint du professeur Auguste Piccard. René-François Detry l’épouse en 1929 et entre dans le milieu très progressiste de son épouse. La jeune femme est en effet la cousine de Louise et Jeanne van Duuren, respectivement docteur en Philosophie et Lettres de l'ULB en 1900 et docteur en Sciences chimiques de l'ULB en 1903, membres de mouvements féministes et cofondatrices du Cercle de l'Université populaire destiné à vulgariser les sciences en milieu ouvrier. 
Conférencier, René-François Detry traite entre-temps, à Ostende notamment, de la colonisation au cours de conférences pour la Société d’Études coloniales. Lors de la Première Guerre mondiale, le jeune fonctionnaire se dévoue pour diverses associations, ce qui lui vaut l'attribution en 1919 de la médaille du roi Albert avec ruban strié d'une rayure destinée à récompenser les hommes de nationalité belge ou étrangère qui, pendant la guerre, ont consacré leur activité à promouvoir, organiser ou administrer des œuvres de charité ou d'humanité ayant pour objet de venir en aide aux Belges malheureux. Il est nommé par arrêté royal du 31 décembre 1917, avec effet au 31 décembre 1915, sous-directeur au Ministère des Colonies et se consacre à L’union Coloniale Belge pour laquelle il organise des projections cinématographiques. 
En 1922, il est membre fondateur de la « Fondation scolaire en faveur des enfants de Coloniaux », notamment avec le gouverneur général Maurice Lippens, récemment désigné à ce poste, et souvent en représentation en présence du Roi, de la Reine et des Princes royaux ou comme à Tervuren, à  la visite remarquée du Ras Teferi dont la presse signale la présence accompagné de « son superbe cortège de Rois et de Princes ». Il doit aussi gérer le déménagement du département des Colonies vers la place Royale en mars 1925 et est désigné dans le jury chargé de procéder à l'examen des épreuves du concours général organisé par la Commission de propagande coloniale scolaire. Le 20 août 1925, il est le représentant officiel de la Belgique au stand du Ministère des Colonies à la Foire commerciale de Luxembourg, et y accueille le Prince Félix, époux de la Grande-Duchesse. 
Conseiller du Cercle africain, René-François Detry est de toutes les sorties, de toutes les inaugurations car après avoir été nommé chef de cabinet de l’administrateur général des Colonies, il exerce cette fonction pour trois ministres des Colonies. Il siège aussi dans le jury établi par la Société belge d'Études coloniales pour la réalisation d'un plan d'une encyclopédie coloniale doté d'une somme de 1 500 francs. Il est là aux côtés d'Alexandre Halot, président de la Société belge d'Études coloniales, ou de Charles Pergameni, président de la Société royale de Géographie. Le lauréat est Gaston Denis Périer pour son projet portant comme devise : « Ex Africa semper aliquid navi ». Si 1929 est exceptionnel pour lui car c’est alors qu’il se marie, l’année est encore marquée par des obligations professionnelles auxquelles René-François Detry n'échappe pas : la création de la Ligue du Souvenir Congolais sous le patronage du Roi Albert 1er et dont il est membre du Comité exécutif, secrétaire puis président. Dès l'année de sa création, cette association se montre très active et honore un peu partout en Belgique et à l'étranger la mémoire de coloniaux. 
Par arrêté royal du 6 juin 1930, il est assimilé aux inspecteurs généraux tant pour le rang hiérarchique que pour la rémunération et est alors nommé à la tête du service général du Personnel d'Afrique. Au même moment, il est désigné comme membre suppléant du jury international des récompenses de l'Exposition Internationale Coloniale, Maritime et d'Art flamand d'Anvers. Il est membre de nombreuses associations coloniales et honoré de plusieurs distinctions honorifiques belges et étrangères.

### Président-fondateur de la Loterie coloniale
Parvenu au rang de grand commis de l'État, porteur de hautes et diverses distinctions honorifiques, on[Qui ?] peut penser que ce quinquagénaire à la santé parfois capricieuse envisage de se reposer sur ses lauriers[Interprétation personnelle ?]. Son répit est de courte durée car dès 1934, après sa désignation pour siéger au sein de diverses commissions coloniales et financières, le Ministre le charge d'une lourde et difficile mission : instaurer en Belgique une loterie au profit du Trésor colonial. À ce titre, René-François est nommé en avril Président de la « Commission consultative touchant à l'organisation éventuelle d'une Loterie coloniale ». Composé de dix-huit personnalités, elle regroupe de hauts représentants des intérêts coloniaux mais aussi des personnalités diverses. Un mois plus tard est instaurée par arrêté royal du 29 mai 1934 la Loterie coloniale ancêtre directe de notre actuelle Loterie Nationale, après qu'un premier Comité de gestion s'est en fait déjà réuni le 18 mai. 
L'époque n'est pas facile, c'est la crise économique et fonder une loterie doit permettre de venir en aide à la Colonie qui subit les effets directs de la diminution du cours des exportations en forte baisse. Le Comité de gestion de la Loterie coloniale est composé de hauts fonctionnaires et présidé par René-François Detry, qui par cette fonction déterminante marque la destinée de cette entreprise, aujourd’hui Loterie nationale, florissante et octogénaire. En 1936, il assure les fonctions de secrétaire général dans son département. Présidant, comme presque chacun d’eux, le tirage de la septième tranche de la Loterie coloniale au Cirque royal à Bruxelles, l'événement est agrémenté du tournage d'un film promotionnel réalisé par Henri Storck. 
Parvenu au faîte de sa carrière, le président du Comité de gestion de la Loterie coloniale est heureux même si la situation économique morose du pays engendre une chute des ventes : du 1er juillet 1934, date de la mise en vente des premiers billets, jusqu'en avril 1940 où l'invasion du pays amène la suppression des émissions, il est vendu, en 65 tranches, pour près d'un milliard et demi de francs de billets et coupures, somme colossale de laquelle plus de 900 millions sont redistribués aux gagnants, et 500 millions à la Colonie. Par les fonds générés et par la division des billets en coupures, nombre d'institutions à caractère social et philanthropique ont bénéficié d'une aide, parfois substantielle : l'Œuvre nationale des Invalides de la Guerre, la Croix Rouge de Belgique, l'Œuvre nationale de l'Enfance, l'Œuvre nationale des aveugles, la Bibliothèque Albertine, Les Amis de la Basilique Nationale de Koekelberg, etc. La mission confiée à René-François Detry a dépassé toutes les espérances mais n'a pas toujours été simple, certains voulant en 1937 l'abolition pure et simple de la Loterie coloniale, tant pour son « manque de morale » que pour le soutien de plus en plus contesté apporté au Congo belge.

### La guerre s'annonce et le déclin de sa santé
La Loterie coloniale suspendue après son dernier tirage au cantonnement militaire de Tongres le 27 avril 1940, des débats naissent quant au fait de la restaurer sous une forme ou une autre. Finalement, le 20 décembre de cette année-là, les statuts de la « Loterie du Secours d'hiver » paraissent au Moniteur. René-François Detry est alors confronté à la mise en place de cette nouvelle loterie dont il assure la présidence, et qui se déroule, par souci d'économie, dans les locaux mêmes de la Loterie coloniale avenue de la Toison d'or. Le tout en présence toujours d'un huissier de justice, de représentants du Comité de gestion de la Loterie du Secours d'Hiver, d'un délégué du Département Inspection et Contrôle du Secours d'hiver et parfois du baron Emmanuel Janssen, chef du Département Finances du Secours d'hiver. 
Le Secours d'hiver distribue des vivres mais aussi des vêtements notamment au Foyer Léopold pour venir en aide « aux classes moyennes si durement atteintes » disent alors les publicités qui suscitent des dons. Le visage mythique de la Reine Astrid, bien que décédée, illustre des cartes postales en faveur de l'Œuvre et portent la mention « En souvenir de moi, sauvez-les » et montre des individus de tout âge « dans le besoin ». René-François Detry assume, en septembre 1941, les fonctions de secrétaire général dans son département ministériel, puis est en disponibilité par suppression d'emploi en juillet 1942, avant de réintégrer les fonctions momentanées de secrétaire général ; à nouveau en disponibilité pour les mêmes motifs, il reprend son poste le 6 septembre 1944. Il a entre-temps pris part à la première, puis à la deuxième assemblée plénière du Secours d'hiver qui a lieu au Palais des Académies. La séance est présidée par Paul Hymans, Président du Secours d'hiver. 
La santé de René-François Detry, en cette période de guerre, décline toutefois sérieusement. Rongé par un cancer, fatigué par ses multiples fonctions et responsabilités, épuisé par une opération inutile, il est de surcroît très anxieux pour Max Cosyns, le fils né du premier mariage de son épouse. En tant que chef de service à l'Hôpital Brugmann, ce dernier y a en effet organisé un important réseau de Résistance mais il est arrêté, torturé et, refusant de parler, en février 1943, condamné à mort. Sa mère est effondrée, sa douleur et sa rage sont immenses. Mais Max Cosyns n'a pas dit son dernier mot. Le jour de son exécution, il exige le respect du règlement, à savoir la lecture de la sentence dans sa langue d'origine. L'interprète n'étant pas arrivé, sa condamnation est commuée en départ pour Dachau. Il reste en camps de concentration vingt-sept mois, dont quatre à Dachau, et devient célèbre pour y avoir organisé un bloc opératoire clandestin de fortune, qui à la veille de la libération du camp, a permis un nombre considérable d'opérations. Mais toutes ces émotions conjuguées à la maladie ont raison des forces de René-François Detry, qui s'éteint dans sa villa de Boistfort le 5 août 1945, dans une Belgique libérée et quatre mois après la « résurrection » de la Loterie coloniale. Cette  institution, où d’autres membres de la famille Detry ont ensuite joué un rôle, est aujourd'hui devenue ce que l'on sait, générant chaque année un bénéfice net imposant et dont les objectifs, s'ils ont évolué depuis lors, n'en sont pas moins demeuré une aide quasi omniprésente à la collectivité.

## Autres sources
- Ministère des Affaires étrangères, dossier personnel Minaf 615 et Archives du Cabinet du Ministre des Colonies, CP 2367 et de la Ligue du Souvenir Congolais CP 312
- Fonds Lejeune au CEGES
- Grande Chancellerie de la Légion d'honneur à Paris, Nomination par décret du 22 octobre 1929 pris sur rapport du Ministre des Affaires étrangères